# Expedición Real
En la disputa por el trono de España durante la Primera Guerra Carlista, se denomina Expedición Real al intento de Carlos María Isidro de Borbón de tomar Madrid en 1837 y destronar a su sobrina Isabel II, partiendo con un ejército desde el territorio vasco-navarro dominado por los carlistas. La estrategia consistía en marchar por Aragón a Cataluña, reforzar el ejército con las tropas carlistas allí existentes, cruzar el Ebro y reunirse con la tropa de Cabrera en el Maestrazgo, tras lo cual el ejército tendría fuerza suficiente para enfrentarse a cualquiera de los ejércitos isabelinos, teniendo asegurado el camino para apoderarse de Madrid y sentar en el trono al Pretendiente. 
Pero los informes que tenían de las tropas existentes en Cataluña eran falsos ya que allí no existían más que carlistas agrupados en bandas sueltas que no pudieron aportar fuerza alguna a la Expedición. Esta atravesó el Ebro, reuniéndose con Cabrera y tras obtener una brillante victoria sobre un ejército isabelino en la batalla de Villar de los Navarros, la expedición marchó sin encontrar obstáculos hasta las puertas de Madrid. 
Los carlistas no realizaron ningún intento de ocupar la capital, solo explicable por la cercanía de un ejército que estaba a las órdenes de Espartero, iniciando la retirada a los territorios de los que habían partido. La retirada fue considerada por los soldados carlistas como una derrota, iniciándose las desavenencias en el seno tanto militar como civil que habrían de facilitar la finalización de la guerra. 
Los periódicos europeos dedicaron mucho espacio para contar día a día los acontecimientos de la Expedición con los datos facilitados por sus corresponsales de Madrid y Bayona (Francia). Hubo periodistas británicos que fueron desde Madrid al encuentro de los expedicionarios y los entrevistaron. En las librerías extranjeras se agotaban los mapas de España.

## Antecedentes
Al fallecer Fernando VII el 29 de septiembre de 1833, dejando como sucesora en el trono de España a su hija Isabel II, hubo levantamientos a favor de que Carlos María Isidro de Borbón, hermano del rey fallecido, ocupase el trono. Estos partidarios fueron llamados carlistas, siendo conocido Carlos María Isidro de Borbón como "Pretendiente"; mientras que los partidarios de la Reina fueron llamados indistintamente "isabelinos", "cristinos" y "liberales". Las rebeliones carlistas solo se afianzaron en el reducido territorio cercano al río Ega en Navarra, creándose batallones bajo las órdenes de Tomás de Zumalacárregui, antiguo oficial del rey difunto. Durante el año 1834 también se fueron formando batallones carlistas, siempre organizados por antiguos oficiales, en las provincias de Álava, Guipúzcoa y Vizcaya. Paralelamente se crearon en estas provincias Juntas y Diputaciones civiles para hacerse cargo de la recaudación de impuestos y proveer con alimentos, armas y ropa a los combatientes. Los ejércitos creados aceptaron como comandante supremo a Zumalacárregui, siendo su modo de combatir el de la guerrilla, no consiguiendo hasta finales de abril de 1835 tener posesión de localidad alguna en el territorio en el que actuaban. Pero la abrumadora victoria que obtuvieron en la acción de Artaza obligó al ejército isabelino a retirarse a la orilla Sur del río Ebro, a abandonar las guarniciones establecidas en numerosas localidades de la comarca en la que actuaban las guerrillas carlistas y a recluirse en Bilbao, Pamplona, San Sebastián, Vitoria y algún pequeño puerto de mar. Ante esta situación, las tropas de Zumalacárregui ocuparon en seis semanas casi totalmente las provincias de Vizcaya, Álava y Guipúzcoa.
Tras la muerte de este general en junio de 1835, cuantos intentos realizaron los carlistas –que ocupaban el denominado en aquella época "territorio carlista vasco-navarro"– por conquistar las capitales de estas provincias, así como de extender sus dominios al sur del Ebro y al este del río Arga, no tuvieron éxito, como tampoco lo tuvieron los de las fuerzas isabelinas para recuperar al menos parcialmente el territorio citado.
El mando carlista envió en 1836 varios ejércitos, conocidos como "expediciones", hacia Cataluña y Castilla para establecer allí un modo de guerrear semejante al de la época de Zumalacárregui pero también estos intentos fracasaron. Por ello, en abril de 1837 los carlistas vasco-navarros no ocupaban más territorio que el que había sido conquistado por Zumalacárregui en junio de 1835.

## Motivación de la Expedición Real

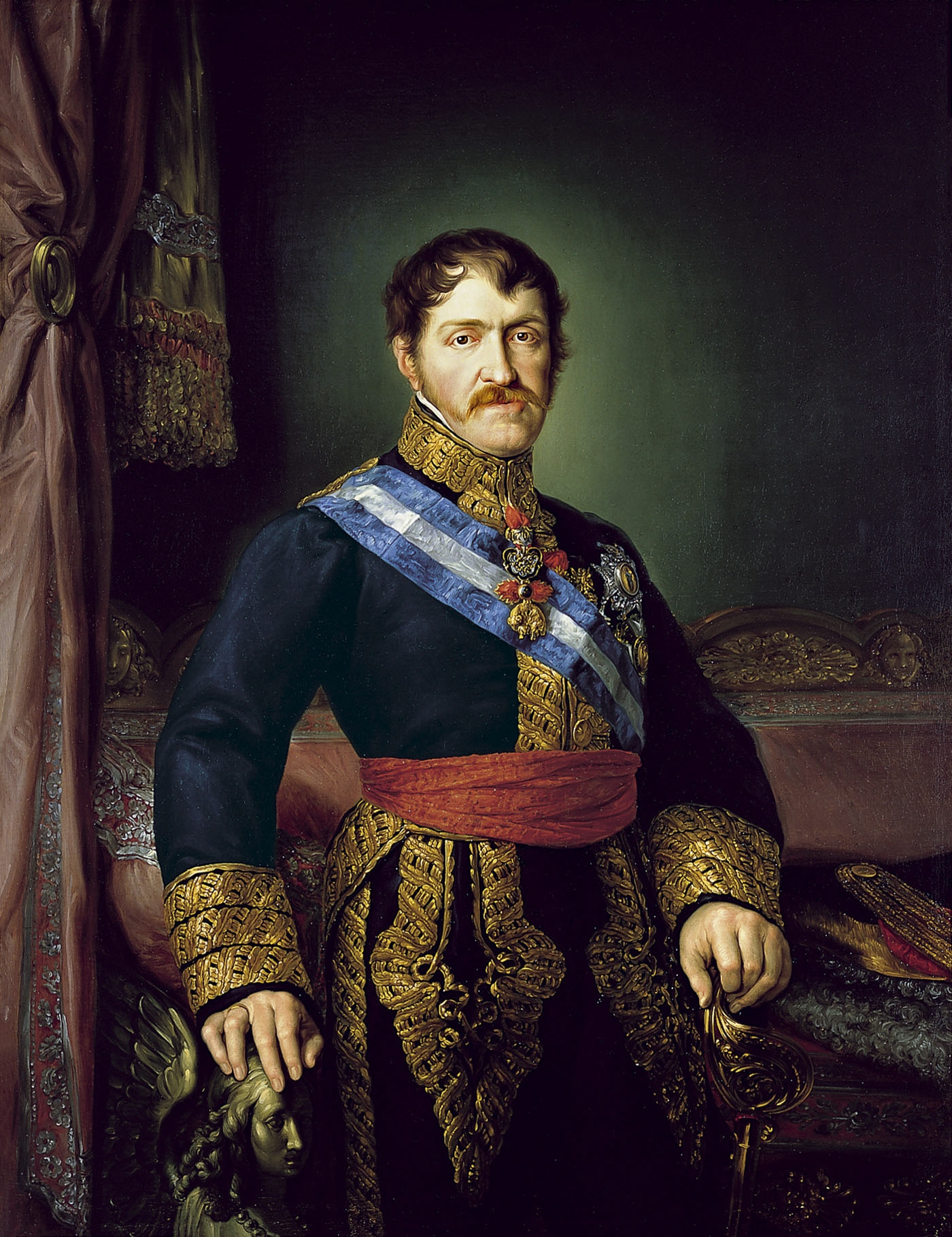
Carlos María Isidro de Borbón.

A comienzos del año 1837, la penuria económica en el territorio vasco-navarro ocupado por los carlistas era muy preocupante debido a que en 1836 el mando enemigo había establecido una línea de bloqueo que impedía el comercio vasco-navarro con el territorio isabelino de mercancías que habitualmente importaban y revendían a la población que vivía al Sur del Ebro; por otro lado, los banqueros europeos habían cortado las líneas de crédito que hasta entonces les habían concedido.
En abril de 1837, «las juntas y diputaciones de las provincias habían manifestado a D. Carlos la imposibilidad de continuar suministrando, y la de Navarra fijó en una exposición el término de quince días como únicos en que se obligaba a responder del alimento de las tropas y de los demás subsidios que gravitaban sobre el país, ampliando sus razones a demostrar la situación en que éstas se hallaban y la necesidad de extender la guerra a otras provincias si la causa realista había de continuar defendiéndose».
El ejército carlista había obtenido poco antes importantes victorias al rechazar los intentos realizados por las fuerzas isabelinas de penetrar en su territorio desde Pamplona, San Sebastián y Bilbao, por lo que la moral de los soldados carlistas era muy alta. Dadas todas estas circunstancias, el mando preparó una nueva expedición que resultó ser la más importante que se llegó a realizar y es conocida como Expedición Real debido a que en ella participó el Pretendiente.

## Composición del cuerpo expedicionario
La infantería se compuso con cuatro batallones de Navarra, cuatro de Álava, cuatro de Castilla, dos de Aragón, uno de granaderos y otro con desertores de la División Auxiliar Francesa, encuadrados todos ellos en cuatro divisiones. La caballería constaba de doce escuadrones. El mando lo recibió el infante Sebastián y el general González Moreno fue nombrado jefe del estado mayor. Ninguna de estas dos personas estaban cualificadas para dirigir un ejército que precisaba el complejo sistema táctico y operativo para llevar a cabo la estrategia que se pretendía realizar.

## La marcha desde Navarra a Cataluña
El movimiento de la tropa se inició el 15 de mayo de 1837 en Estella. Suponiendo que al mando isabelino no le pasarían desapercibidos los preparativos de la expedición, los carlistas acantonaron entre Sesma y Los Arcos, muy cerca del Ebro, las tropas navarras que habían de quedar en el país al mando del general Uranga. Efectivamente, el general Miguel María Iribarren, jefe de las tropas isabelinas destacadas en el Sur y Este de Navarra, al tener noticia de ello, pensó que los carlistas podrían tratar de iniciar la expedición cruzando el Ebro entre Logroño y Lodosa, ya que los vados situados más río abajo no eran practicables en aquella época del año. Por ello reforzó la vigilancia de este tramo con la división de Buerens. Mas los expedicionarios abandonaron su territorio cruzando el río Arga a la altura de Echauri. Ocultos en la boscosa orilla derecha del río habían construido balsas, empleando para ello barcas de pescadores, toneles y tablones. En la noche del 15 al 16 de mayo bajaron las balsas al río y uniéndolas con maromas, consiguieron construir un puente flotante que llegaba hasta la orilla opuesta. Por él pasó a la orilla izquierda el ejército expedicionario durante los días 16 y 17 de mayo, poniéndose ya entonces de manifiesto la carencia de organización que había de caracterizar a la expedición, puesto que no se habían provisto de barcazas suficientemente robustas para soportar el peso de la artillería, por lo que esta tuvo que quedarse en la orilla derecha, partiendo la tropa sin ella en dirección a Aragón. «Nada se había prevenido. Ni había armeros, ni fraguas de campaña, ni pontones, sino una gran cantidad de mulas cargadas de bagajes inútiles».

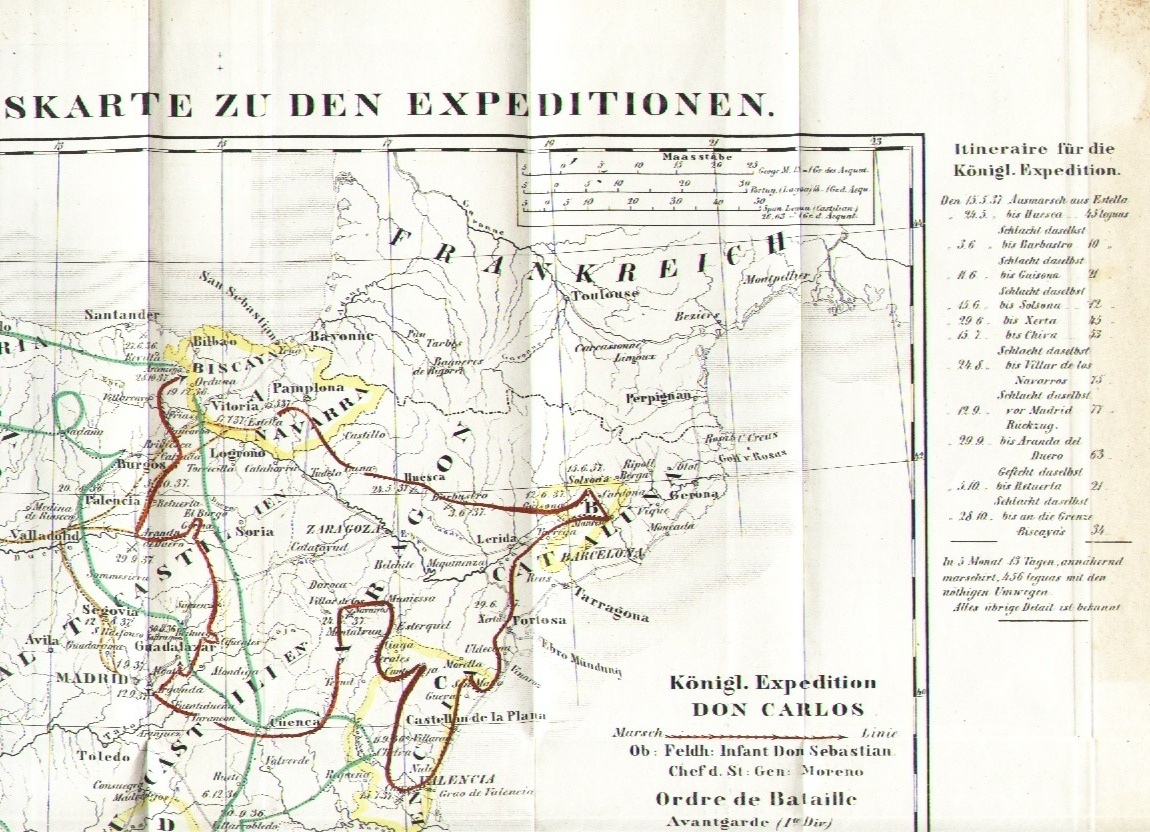
Reproducción parcial del mapa dibujado por Rahden sobre las expediciones Gómez y Real. La Real está marcada con trazo rojo. A la derecha figura el recorrido de la Expedición Real con distancias en leguas.

El día 18, tras desfilar a la vista de Pamplona, pernoctaron en Monreal. Al día siguiente doblaron hacia el sureste, llegando al río Aragón en Gallipienzo. La guarnición isabelina de la cercana localidad de Cáseda había destruido dos arcos del puente, pero fue reparado por los carlistas, aunque «...remediamos el mal imperfectamente poniendo en su lugar unos tablones. Los caballos tenían que pasar uno a uno por este puente vacilante y la tropa tardó toda la noche en pasarlo. Hubo muchos desórdenes durante el paso y recuerdo que al cura Merino le robaron un par de botas nuevas». 
El Pretendiente se despidió aquí de la población vasco-navarra mediante una optimista y poética alocución. Continuaron la marcha por Luna y cruzaron el día 23 el río Gállego a la altura de Marracos. No habiendo puente, construyeron uno con los carros que había en el pueblo, llegando al siguiente día a Huesca. Durante el trayecto de Navarra hasta aquí se pusieron ya de manifiesto otras dos carencias del ejército expedicionario: ni eran recibidos con alegría por las poblaciones por las que transitaban, incluso los habitantes masculinos en edad de servir como soldados habían desaparecido, ocultándose en los montes, para evitar ser incorporados a la fuerza al ejército carlista, ni la alimentación que recibía la tropa era suficiente, comenzando los soldados a estar obligados a mendigar. Este mendigar en las jornadas siguientes terminaría por convertirse en robo, pillaje y saqueo. «El Alto Aragón nos era hostil...el país era demasiado pobre y miserable para que pudiera sentir ningún entusiasmo...tuvimos que continuar sufriendo la falta de víveres y de forrajes».
Eran las 10 de la mañana del día 24 de mayo cuando el ejército carlista se formó ante Huesca, esperando ansioso tanto la comida como el reparto de las papeletas de acuartelamiento. La tropa había dormido al raso desde que habían cruzado el Arga, las noches habían sido muy frías, poca la comida y en Huesca les habían de recibir «[...] aquellas gentes en cuyas moradas nos aguardaban placeres insólitos. Las ollas de Egipto se habían volcado en ellas y sus dueños escanciaban sin cesar el néctar de las cepas».

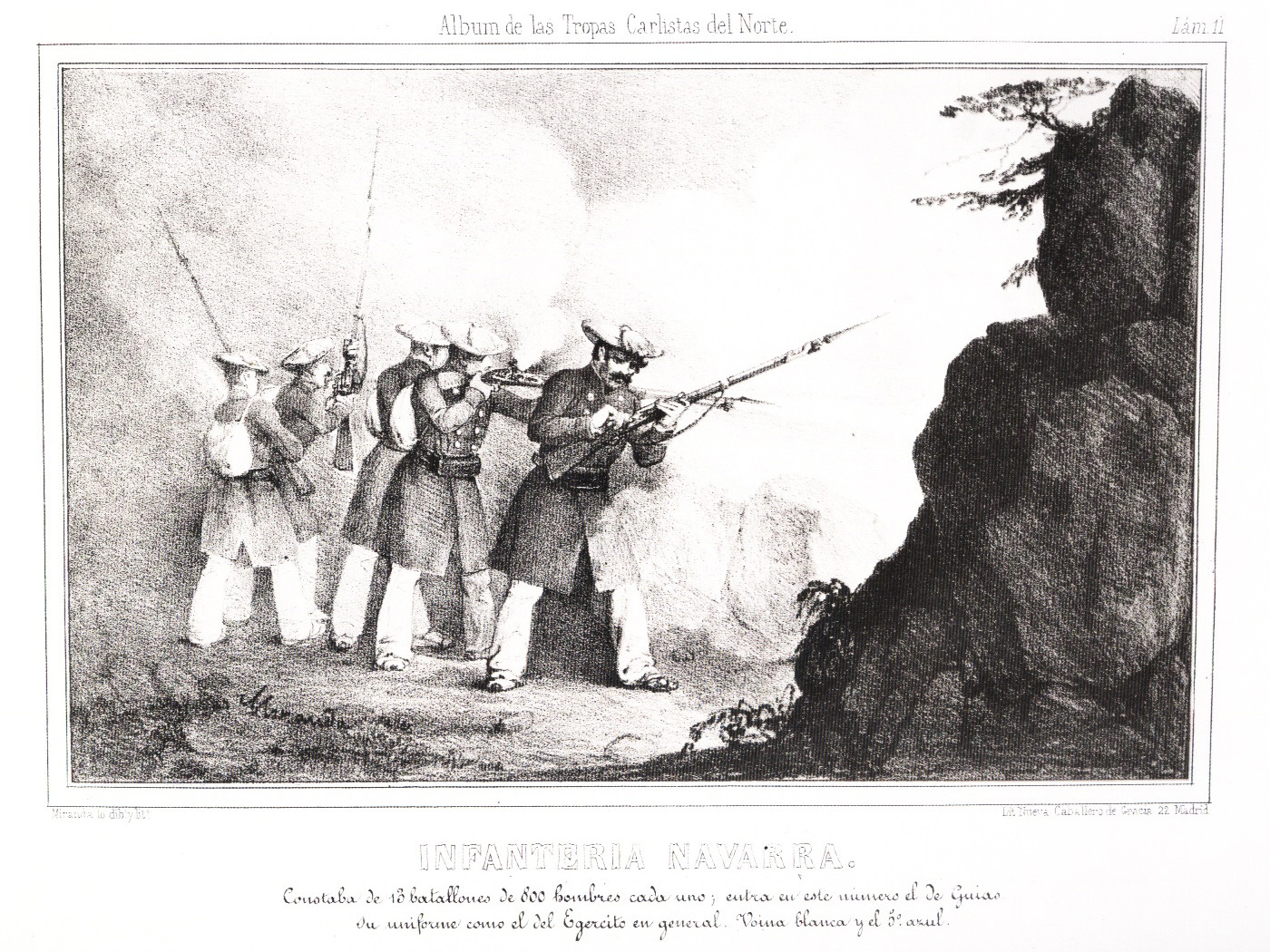
Infantería carlista de Navarra.

Los batallones entraron a mediodía en la ciudad pero apenas habían ocupado los soldados sus aposentos cuando comenzaron a redoblar con furia los tambores. Lanzándose a la calle los carlistas, creyendo que se anunciaba el reparto de la comida, enseguida oyeron muy cerca el tronar de la artillería de los perseguidores isabelinos.
El general Iribarren había mantenido guarnecidas las orillas del Arga desde Puente la Reina hasta el Ebro y al ver que los carlistas lo habían cruzado más al Norte, se puso inmediatamente en marcha tras ellos. Su fuerza era inferior en 4 batallones a la expedicionaria pero estaba dotado de mejor caballería y, en especial, disponía de un tren de artillería entre 12 o 15 piezas, según testimonios.
El mando carlista, a pesar de que estaba informado de la cercanía de sus perseguidores, no tomó medidas de vigilancia, lo que permitió a Iribarren situar ventajosamente su artillería, con lo cual causó graves pérdidas a los carlistas cuando salían de Huesca a formarse para dar lo que se llamaría la batalla de Huesca. El enfrentamiento fue muy reñido, con choques de cuerpo a cuerpo entre los infantes en las colinas y de cargas de caballería en el llano. Al llegar la noche, los isabelinos dieron por perdida la batalla pero lograron salvar íntegra su artillería, por cuya conquista tan encarnizadamente había combatido el enemigo, y se retiraron a Almudévar, en dirección a Zaragoza, donde falleció al siguiente día Iribarren a causa de las heridas recibidas en el choque. Los carlistas volvieron a ocupar Huesca, continuando su marcha hacia Cataluña el día 27, tras obtener de la ciudad una contribución de 18 000 duros y dejando abandonados a los heridos graves por carecer de ambulancias, otra de las carencias que padecía el ejército expedicionario. 
Cuando Iribarren se enteró de que los carlistas habían atravesado el Arga y se dirigían hacia Aragón, había ordenado a Buerens que marchase inmediatamente a Zaragoza por la orilla derecha del Ebro para desde allí reunirse con él. Careciendo Buerens de medios económicos para adquirir comida para su tropa durante la marcha, los ciudadanos de Logroño le entregaron 200 000 reales que habían reunido haciendo una colecta. Entró en Zaragoza el día que se batallaba en Huesca, se puso inmediatamente en camino para reunirse con Iribarren pero llegando al día siguiente a Almudévar, encontró el ejército derrotado. Se hizo cargo de él y volvió a Zaragoza donde esperó al general Oráa, jefe del ejército del Centro que comprendía el territorio de Aragón y Valencia, con base en Zaragoza.
El mismo día en el que tuvo lugar la batalla de Huesca, Oráa se encontraba en Teruel donde recibió la noticia de que una importante expedición carlista había abandonado Navarra en dirección este, por lo que inmediatamente marchó con su tropa hacia el bajo Ebro, ya que al encontrarse Cabrera en esa región, supuso que los expedicionarios marchaban cercanos a la orilla izquierda del Ebro y, una vez puestos en contacto con ese jefe, realizarían el paso del río a la orilla derecha. Pero llegado a Caspe, se enteró de que los carlistas avanzaban muy al norte del río, por lo que fue a Zaragoza para reunirse desde allí con Iribarren. Cuando llegó el día 28 a esa ciudad, se encontró con las tropas que Buerens había traído de Almudévar. 
La expedición había salido al amanecer el día 27 de Huesca y llegó, tras una marcha de 47 kilómetros, al anochecer a Barbastro. No habiéndose previsto por la intendencia comida para la tropa, esta comenzó a practicar el pillaje en las pequeñas poblaciones que encontraron en el camino. No recibiendo castigo de sus mandos por ello, este hecho se convirtió en adelante en práctica habitual. Tampoco en Barbastro la comida que se les asignaba era suficiente por lo que Loning dice que parecía que sus jefes querían acostumbrarles al hambre que habrían de padecer cuando llegasen a Cataluña.
El mando carlista estuvo atento a los movimientos del enemigo y supo con antelación que Oráa se acercaba a Barbastro con tropas que igualaban a las suyas, pero éstas seguían careciendo de artillería. El día 2 de junio las carlistas fueron apostadas muy favorablemente en las afueras de la ciudad y tras un largo combate, la batalla de Barbastro, obtuvieron nuevamente la victoria, viéndose obligado Oráa a retirarse a Berbegal.
Al siguiente día, ya anochecido, los expedicionarios abandonaron la ciudad en dirección a Cataluña, llevando consigo 12 000 duros recaudados entre la población como contribución de guerra, abandonando de nuevo a los heridos que no podían transportar y, tras una hora de marcha, llegaron al río Cinca a la altura de Estada. Allí existía una balsa que mediante maroma estaba habilitada para cruzar el río, pero que no soportaba más que a 30 hombres. El nivel del agua permitió a la caballería vadear el río pero los hombres de los 16 batallones de infantería tuvieron que ser trasladados a la otra orilla mediante la única balsa existente. A Loning le asombró que habiendo tenido plazo suficiente y existiendo abundancia de madera en la región, el mando no hubiese previsto construir balsas suficientes con antelación.
Era mediodía del siguiente día quedando solo un batallón por cruzar el río cuando aparecieron tropas de Oráa dotadas con artillería. Usando esta, los isabelinos destrozaron la balsa y no permitieron que la caballería carlista volviese a vadear el río y ayudase a los rezagados. El río no era profundo pero las aguas corrían rápidas. Se formaron grupos de soldados que agarrándose unos a otros consiguieron vadear el río pero la mayor parte del batallón pereció ahogado o bajo el fuego enemigo. «Este desgraciado suceso había puesto de mal humor a todo el mundo. Hasta entonces la expedición se asemejaba a una marcha triunfal, nadie pensaba en la posibilidad de un revés, pero ahora se había deshecho el encanto.»
La Expedición continuó su marcha hacia el Este por Estopiñán del Castillo, pasó sin problemas el río Noguera Ribagorzana y alcanzó territorio catalán el día 8 de junio, pernoctando en Tartareu. Lichnowsky recuerda esta marcha: «...a través de caminos detestables, de veredas estrechas, expuestos a los rayos de un sol canicular y exhaustos siempre de víveres. Los soldados no comían más que habas y, alguna vez, un poco de pescado». El Pretendiente era frugal y también pasaba privaciones. No así la gran cohorte de civiles y eclesiásticos que formaban su corte. Se trataba de carlistas que desde todos los puntos de España, al ser represaliados en sus lugares de residencia, habían conseguido huir y refugiarse en el territorio vasco-navarro carlista. Ahora se habían agregado a la Expedición para volver victoriosos a sus lugares de origen y recuperar sus derechos. Dado que habían tenido dinero para comprar un caballo o una mula al iniciarse la salida de Navarra, iban montados, por lo que marchaban con la vanguardia cuando no había peligro de combate y llegando así los primeros a las localidades que atravesaba el ejército, se hacían, en un principio pagando, luego robando, con las pocas viandas que se encontraban. Estas personas eran llamadas por los soldados ojalateros por los soldados, y formaban la "ojalatería".

## La campaña de Cataluña
Al encontrarse el ejército carlista en territorio catalán, dada la organización territorial del ejército isabelino, Oráa no debía continuar persiguiéndolo, pasando al general Meer, capitán general de Cataluña, la responsabilidad de hacerlo. El Pretendiente había llegado a la región en la que pensaba imponer su dominio con facilidad, basado en las favorables aunque falsas noticias que sobre ella tenía. Según Chao, en ella existían 25 batallones, formidable fuerza si no hubiese imperado en su mando «su falta absoluta de subordinación». Los mandos, a modo de caciques, se habían repartido el territorio en cantones que celosamente guardaban como si fuesen de su propiedad, siendo nada propensos a colaborar con los caciques vecinos. Cada partida «...tomaba el nombre del jefe, que llamaba a los soldados "mi gente", y la tropa se llamaba "la gente" de tal o cual, como si fuesen criados.» Los jefes carlistas que dominaban el campo catalán eran Porredón, Margoret, Vall, Ibáñez, Sobrevías, Tristany y Castell, todos ellos, nominalmente, bajo el mando del mariscal de campo Blas Royo. La «...administración tampoco era la más acertada: rara vez tenía el soldado carlista más de cinco cartuchos por plaza; en las oficinas había empleados que apenas sabían leer, y todo su plan económico se reducía a tres pequeñas aduanas fronterizas de escaso rendimiento, a la contribución llamada subsidio eclesiástico, a la secuestración de bienes y a la exacción de permisos comerciales que era sin duda la más productiva.» Todo ello contrastaba con la buena organización tanto militar como civil de la que disponían los carlistas del territorio vasco-navarro del que provenían. 
Meer temía que las fuerzas expedicionarias consiguiesen entenderse con las catalanas, aceptando un mando único, tras lo cual dispondrían de un ejército muy superior al suyo y estarían en condiciones de tomar Barcelona, por lo que antes de que llegasen al acuerdo, debería desbaratar a los llegados de Navarra. Tan pronto como vio que éstos, reforzados con algunos batallones catalanes, se desplegaron el 12 de junio entre Guisona y Grá, con una posición que claramente manifestaba que le retaban a dar una batalla, la batalla de Grá y Guisona, no dudó en atacar al comprobar que el terreno le era muy favorable al poder disponer su artillería en alturas desde las que podía batir al enemigo. Obtuvo una gran victoria. Florencio Sanz, secretario del Pretendiente, se limitó a anotar aquel día sobre lo ocurrido:«...en lo más brillante de la acción flanqueó el enemigo por la parte que ocupaba un batallón catalán todavía novicio al fuego de artillería y cargas de caballería, por lo que fue preciso ceder el campo...»
Rahden la describió con detalle, terminando con: «El cuerpo expedicionario había quedado reducido a la tercera parte de sus efectivos.»
Lichnowsky le dedica muy pocas líneas, confesando::«...la derrota fue general». Y Loning, que estaba con los carlistas desde 1834, considera que esta batalla fue una de las mayores derrotas que sufrieron durante la guerra.
Los expedicionarios marcharon por Biosca y Miracle a Solsona. «Se había designado a Solsona, capital de uno de los distritos carlistas, como punto de reunión de todos los jefes catalanes...». Fue imposible aunar los criterios de los jefes catalanes con los que permanecieron conferenciando hasta el día 19 en que partieron hacia Suria. Prácticamente ya deambulando y, según Loning, «si hasta entonces habíamos estado a dieta, ahora pretendían que nos olvidásemos de comer»,
la Expedición llegó el 20 de junio a la pequeña población de Sampedor, levemente fortificada pero careciendo de guarnición, con intención de aprovisionarse. Sus habitantes poseían una organización de milicia nacional formada por 200 hombres, no estaban dispuestos a someterse al saqueo y defendieron sus bienes, rechazando aquel día y durante el siguiente los ataques carlistas que incluso llegaron a emplear un mal cañón que les había sido cedido por sus compañeros catalanes. Dice Rahden: "«Aquel hecho me descorazonó y produjo en mi ánimo una impresión deprimente».
Tras lo ocurrido en Sampedor, anota Sanz: «Era preciso salir de Cataluña si se había de conservar el ejército...» El Pretendiente y el mando reconocieron que los objetivos que tenían previstos alcanzar en Cataluña eran imposibles de realizar, por lo que decidieron abandonar la región y tomando el camino por Vallbona de las Monjas, Vinaixa, Margalef y Ginestar, llegaron el 29 de junio al Ebro a la altura de Cherta, dejando como comandante general del ejército carlista catalán a Urbiztondo que había estado al mando de la tercera división expedicionaria. Las tropas isabelinas les habían seguido de cerca, sin apenas acosarles, haciendo bueno el dicho de «A enemigo que huye: puente de plata».

## La unión con Cabrera y la campaña en el Maestrazgo

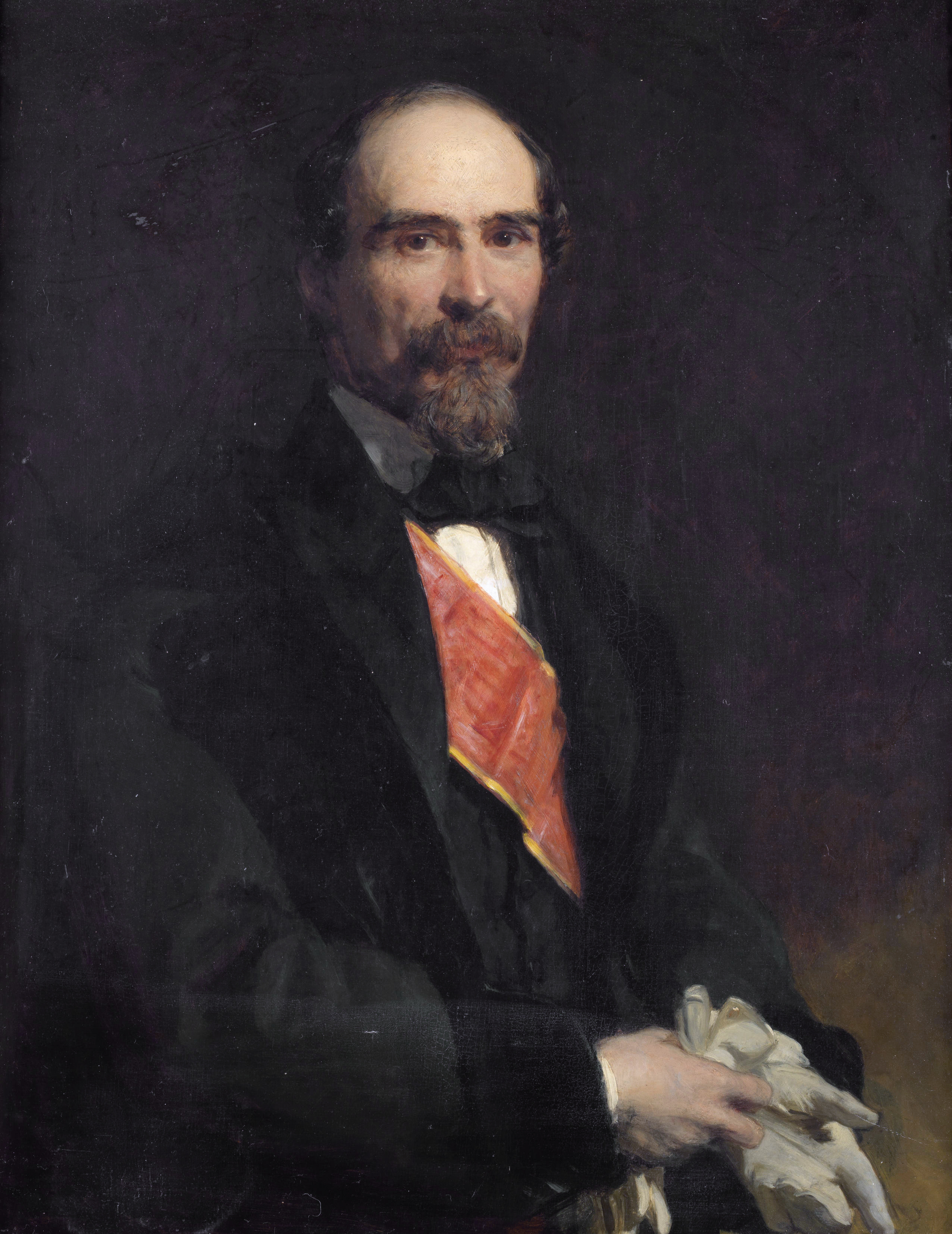
Ramón Cabrera.

Ese día los isabelinos tenían destacada una fuerza en Tortosa bajo el mando de Borso de Carminati, a 10 kilómetros río abajo de Cherta, y otra al mando de Nogueras en Mora de Ebro, 25 kilómetros río arriba. Estos dos jefes no tenían capacidad para comunicarse ya que se interponían los hombres de Ramón Cabrera pero al enterarse cada uno por su cuenta de la llegada de los expedicionarios al Ebro, marcharon hacia Cherta. Dada la menor distancia, Borso había de llegar antes, por lo que Cabrera lo atacó, frenando su avance. El general isabelino retuvo su ataque, esperando a que por la retaguardia fuese sorprendido por la llegada de Nogueras, pero este, mientras se acercaba, al oír el fragor del combate, pensó que se trataba de salvas que disparaban los carlistas de Cabrera, saludando la llegada del Pretendiente, lo que le motivó para interrumpir su avance, retrocediendo a su punto de partida, al igual que finalmente también tuvo que hacerlo Borso.

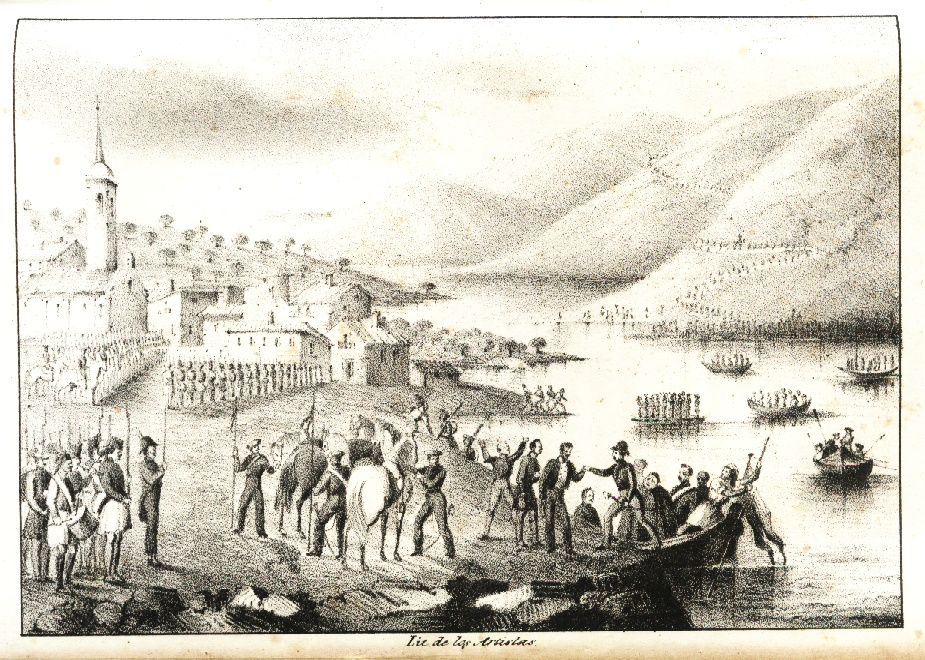
Cabrera facilita el paso del Ebro por Xerta.

Para la travesía había dispuesto Cabrera una decena de barcas, una de ellas «...engalanada, con tapices y asientos mullidos...» estaba reservada al Pretendiente. En las otras se embarcaron los expedicionarios y sus bagajes mientras que los caballos, atados a las barcas, lo hicieron a nado. Se realizaron múltiples viajes, y llegados a la orilla Sur, les esperaban «...los cocineros y reposteros que los encargados por Cabrera tenían preparados de antemano...con exquisitos manjares». También Adolfo Loning certifica que fueron agasajados con ricas raciones.
Promediando los datos que ofrecen los autores de la época, el ejército carlista reunido ahora en la orilla derecha del Ebro en Cherta era de unos 18 000 hombres. Inició su marcha hacia Valencia y el día 7 comenzaron a sitiar Castellón de la Plana pero desistieron de hacerse con la ciudad al ver que por mar estaban llegando buques de los que desembarcaban las tropas de Borso. Continuaron su marcha, pasaron cerca de Sagunto y el 12 acamparon en Burjasot, teniendo a la vista Valencia. Cabrera afirmaba que una parte de la oficialidad de la guarnición de esta ciudad estaba a favor de la causa carlista y que les abriría las puertas. «La ciudad tenía una guarnición escasa, contábamos con muchas inteligencias...y nos hubiera sido muy fácil penetrar en la ciudad por algún punto menos vigilado y haber abierto sus puertas al grueso del ejército,»  pero pocas horas después volvieron a aparecer los barcos con la tropa de Borso, que desembarcando en Grao, desbarató todo intento de hacerse con la ciudad. Al siguiente día tomaron el camino en dirección a Chiva. 
Oráa, encontrándose en Teruel, se había enterado el día 2 de julio de que la Expedición había atravesado el Ebro y reunido con Cabrera. Esperó a que llegase Nogueras, y tan pronto como se le unió, marchó el día 10 hacia Valencia, entrando en esta ciudad cuatro días después. Reforzó aún más su ejército con la tropa de Borso y partió al día siguiente tras el ejército carlista.
Lo alcanzó el día 15 en Chiva, donde le esperaba, retándole a librar una batalla. En la batalla de Chiva las tropas carlistas eran ligeramente superiores a las isabelinas aunque continuaban siendo inferiores en caballería, pero la infantería carlista estaba más descansada que la isabelina puesto que las marchas de Oráa y Nogueras tras ellos habían sido muy forzadas. Al oeste de Chiva el paisaje comienza a convertirse en agreste, por lo que no es comprensible cómo el mando carlista no dejó atrás el terreno de Chiva tan favorable a la caballería isabelina y no se adentró unos pocos kilómetros en ese terreno, donde las tropas vasco-navarras habrían podido deshacer con su modo guerrillero de luchar a las isabelinas que solo sabían combatir en formaciones cerradas, y presentase allí la batalla. Pero González Moreno se empeñó en presentarla en Chiva y volvió a ser derrotado. Se retiraron al territorio dominado por Cabrera en el Maestrazgo, a descansar y a proveerse de alimentos y munición. Obtuvieron lo deseado aunque tanto la pólvora como el plomo para balas eran de inferior calidad a la que estaban acostumbrados a utilizar.

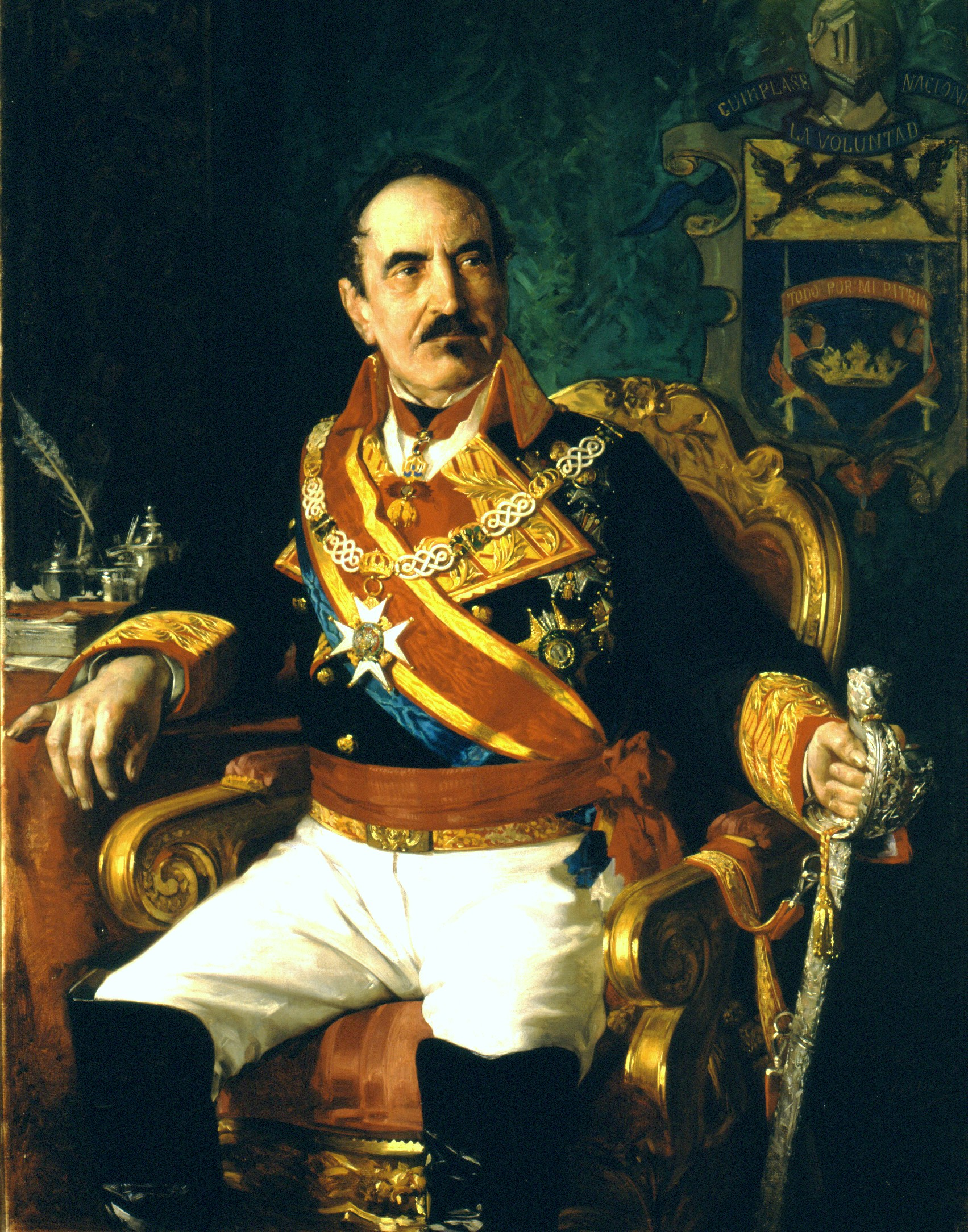
Baldomero Espartero.

En Madrid no se había tomado, ya desde un principio, muy en serio la guerra que se desarrollaba en el país vasco y Navarra, tanto por la población como por los gobiernos que se iban sucediendo. Como ejemplo más elocuente, cabe citar el jocoso artículo de Larra «Nadie pase sin hablar al portero». Pero se hablaba mucho de la guerra, siendo innumerables los «militares de café» El Gobierno isabelino que tenía los destinos del país en sus manos al iniciarse la Expedición, era tal su desconocimiento de la estrategia del enemigo, que llegó a pensar que «...los carlistas iban a dar un golpe de mano a las islas Baleares...» Pero llegada a Madrid la noticia de que el ejército expedicionario había cruzado el Ebro, cundió el temor, se encresparon los ánimos y entendieron llegada la hora de tomar determinaciones importantes para evitar la catástrofe. El día 7 de julio, la sesión en las Cortes resultó tumultuosa. En ella la oposición atacó al Gobierno por su desidia al no proporcionar al ejército recursos suficientes y el sombrío panorama que con ello había dejado crecer, llegando a insistir: «...el enemigo, salvado el paso del Ebro ¿que dificultades tiene? ¿Tiene ríos, tiene sierras que le detengan?...» Olózaga, portavoz del Gobierno, defendió malamente la gestión de este pero en un momento de su oratoria, dejó caer las palabras: «...hacía tiempo que deseaba encontrar un hombre sin la falsa modestia con que se trata de granjear los aplausos...» Posiblemente ya había sido encontrado puesto que Espartero, comandante general del Ejército del Norte, con sus tropas en San Sebastián resistiendo el cerco, tan mal parado tras la batalla de Oriamendi, lo rompió el 29 de mayo al enterarse de la salida de la Expedición y consiguió llegar a Pamplona cuatro días después. Quedó en Navarra, por un lado para frenar las acciones de los batallones carlistas navarros que habían quedado en su tierra y se estaban apoderando de la Ribera, por otro, porque esperaba que las tropas de Iribarren y de Oráa detendrían el avance de la Expedición, obligándola a volver y él daría el golpe definitivo cuando tratase traspasar el río Arga. Pero el día 7 de julio le llegó la orden de dirigirse a Aragón, hacia donde partió con la división de la Guardia Real formada por ocho batallones y dos escuadrones de caballería. Por Ágreda, Calatayud, Priego y Calamocha, obligado a detenerse una y otra vez para encontrar manutención para su tropa, llegó el 8 de agosto a Daroca, pudiendo comenzar sus movimientos para frenar a los expedicionarios en el Maestrazgo. Tras su llegada, entre isabelinos y carlistas, «...había en la provincia de Teruel, en lo más pobre de su territorio, cuarenta mil infantes y cuatro mil caballos. Todos habían de comer y la cosecha no se había recolectado todavía». Espartero tuvo que iniciar inmediatamente una marcha forzada para salvar Madrid, amenazada por Zaratiegui. Este general navarro había preparado con el mayor sigilo un ejército en Navarra con el que vadeó el Ebro entre Haro y Miranda de Ebro el día 24 de julio y sin encontrar apenas resistencia, ocupó Segovia el 3 de agosto, hallándose a solo 60 kilómetros de Madrid, siendo declarada en estado de sitio la capital. El día 11 se encontraba en Torrelodones, a 25 kilómetros de Madrid pero no teniendo noticia de la Expedición de la que pensaba que también estaba acercándose a la capital, al enterarse por los periódicos isabelinos interceptados que este aún se encontraba en el Maestrazgo, volvió a retroceder hacia Segovia. Espartero llegó a Madrid el día 13 de agosto, fue recibido triunfalmente por la población pero recibió orden de acantonar sus tropas no en la capital sino en las localidades cercanas de Pozuelo, Aravaca y El Pardo. Ello era debido a que el Gobierno no desconocía el descontento que se estaba incrementando día a día en el ejército isabelino, la tropa, por las raciones de comida tan escasas que recibía y el pésimo calzado con el que era provista; los oficiales, por el atraso de sus pagas y la arbitrariedad con la que se realizaban los ascensos, por lo que temía que las fuerzas llegadas podían realizar protestas. Efectivamente, la oficialidad vio añadidos a sus agravios el no poder aposentarse en Madrid donde gran parte de ellos tenían sus familias a las que hacía mucho tiempo que no habían podido visitar. Esto provocó una grave revuelta entre ellos al negarse en los días sucesivos a ocupar sus puestos. El día 18 de agosto cayó el ministerio de Calatrava, se nombró uno nuevo, quedando al frente del mismo Espartero, ya que era diputado por Logroño. Diez días después, viendo que el peligro de Zaratiegui había dejado de ser inmediato, Espartero dimitió como jefe de gobierno y volvió a marchar al Maestrazgo a reducir al Pretendiente. Encontrar comida para su tropa no era su único problema, también lo era el calzado: «En veinte días de marchas sus soldados habían consumido cuanto llevaban de repuesto; y aunque en el país se fabrican alpargatas y las había de las dimensiones ordinarias, no era fácil hallarlas para los gigantes granaderos de la Guardia»..
El general Buerens, tras concluir la estancia de los expedicionarios en Cataluña, regresó de allí a Zaragoza marchando por la orilla izquierda del Ebro. Desde esta ciudad subió por Cariñena hacia el Maestrazgo para ponerse a las órdenes de Oráa, llegando el 23 de agosto a Herrera, de donde desalojó unos pocos carlistas que ocupaban la localidad. Pero muy pronto sus avanzadillas le notificaron que en Villar de los Navarros, situada a 5 kilómetros al Sureste, se encontraba acantonada una imponente fuerza enemiga. Era la Expedición Real. El jefe isabelino, en vez de iniciar una inmediata retirada a Cariñena, a 25 kilómetros de distancia, donde se habría podido fortificar si hubiese sido perseguido, pernoctó en Herrera y marchó al día siguiente a dar batalla a Villar de los Navarros. Los carlistas no salían de su asombro al ver cómo aquella exigua tropa marchaba hacia ellos en orden de batalla, atravesando los campos pedregosos de los barrancos "Cañada de Navarra" y "Cañada de la Cruz" que bajan de la sierra de Herrera desde el Oeste, por lo que tomaron posiciones como si fuesen a celebrar una fiesta. Ambas tropas quedaron finalmente separadas unos seiscientos pasos, contemplándose, midiéndose, esperando órdenes. Félix Lichnowsky y otro alto militar carlista llegaron a «...provocar a desafío a un escuadrón de húsares enemigos y a sus oficiales, cuerpo a cuerpo». Las tropas acabaron por chocar, siendo el resultado la mayor derrota que en toda la guerra sufrió el ejército isabelino.

## La marcha a Madrid

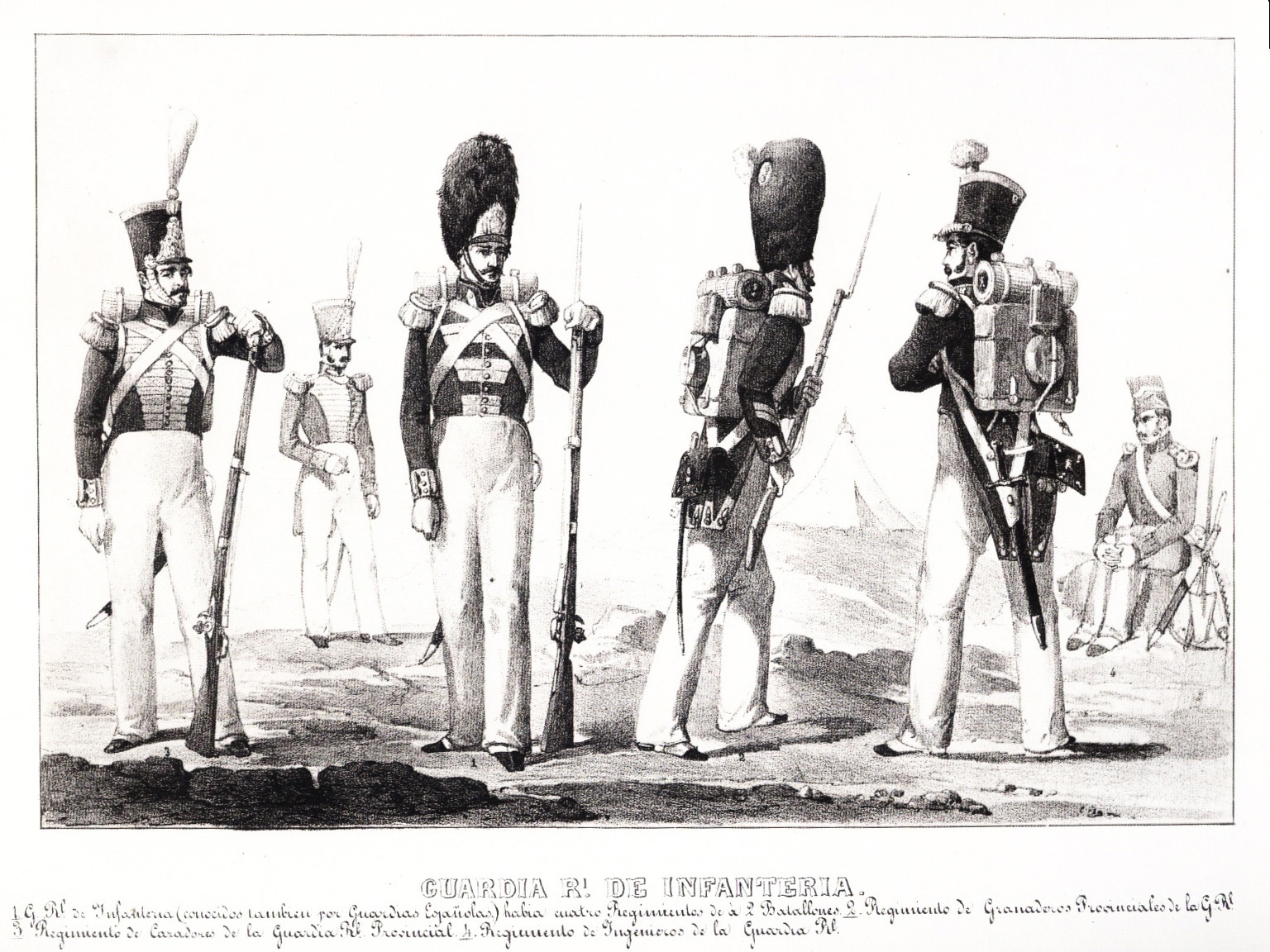
Guardia Real de Infantería de Isabel II.

Espartero había salido de Madrid a encontrar a la Expedición el día 26 de agosto y por Jadraque, Sigüenza y Maranchón, buscando al enemigo, llegó el 1 de septiembre a Daroca donde se enteró de que el ejército que buscaba ya había partido dos días antes hacia la capital, por una ruta al sur de la que él había traído, por Calamocha, Monreal del Campo, Salvacañete, Tarancón y Arganda, «...llevando siempre consigo y delante de sí la asolación más espantosa, los lamentos de los habitantes por cuyos pueblos pasaba y la ruina que era consiguiente al estado de insubordinación en que se hallaba un ejército hambriento, desnudo, que de todo carecía...». Su vanguardia avistó Madrid el día 12. «Madrid se nos ofrecía tan abandonada, tan indefensa que no había más que abrir sus puertas y entrar para señorearse de ella y permanecer dentro de sus muros.» Pero pasaron las horas y el Pretendiente no dio orden de iniciar la toma de la ciudad sino que «¡...a las ocho de la tarde llegó la orden de retirar todas las avanzadas y volver a Arganda!». Sobre la orden de retirada dada por el Pretendiente, opina Rahden: «...el día 12 de septiembre de 1837 fue el momento decisivo de toda la guerra. Dejó pasar aquella coyuntura venturosa sin obtener de ella el provecho que, como militar y como jefe, debió haber obtenido.» «De manera escasamente explicada por cronistas y observadores, el ejército carlista a las puertas de Madrid no llegó a atacarla...». De los que participaron en la Expedición y escribieron sobre ella, Barrés de Molard da la explicación menos convincente sobre los motivos que hicieron desistir al Pretendiente de ordenar el asalto cuando dice que este estaba convencido de que los habitantes de Madrid lo acogerían con gran alegría y le abrirían voluntariamente las puertas y que al no realizarse lo que esperaba, desistió de tomar la ciudad por la fuerza ya que no quería que se vertiese la sangre de una población a la que tanto amaba.
Espartero venía tras la Expedición y entró en Madrid al día siguiente. Ocupando brevemente Alcalá de Henares y Guadalajara, el ejército carlista buscó refugio en la Alcarria. Espartero lo encontró el día 19 en Aranzueque, librándose allí la batalla de Aranzueque, obligándolo a cruzar con graves pérdidas el río Tajuña hacia el Norte y al separarse al día siguiente Ramón Cabrera, que volvió con su gente al Maestrazgo, comenzó la retirada de la Expedición.

## La retirada
Espartero tenía decidida la táctica que había de emplear en adelante: empujaría a los carlistas hacia el Norte, acosándolos pero sin aceptar batalla ya que sus tropas estaban muy fatigadas. Además quería que el diezmado ejército carlista volviese derrotado y desmoralizado al territorio del que había partido, ya que el hecho de que los habitantes de las provincias carlistas deberían de volver a sacrificarse para mantener tanto al ejército como a la costosa corte del Pretendiente, aumentaría la penuria y el descontento en aquella tierra, acrecentando su deseo de dar por terminada la ya tan larga guerra. Félix Lichnowsky dirá: «No nos explicábamos esta persecución prolongada de un enemigo cuyas fuerzas eran tan superiores a las nuestras.»
Los expedicionarios cruzaron el Duero por Gormaz, encontrándose en Aranda de Duero con el ejército de Zaratiegui. Poco antes de encontrarse, Espartero se enfrentó a cada uno de ellos por separado y sin arriesgarse, por lo que los carlistas continuaron unidos la marcha hacia su tierra pero en Retuerta hicieron alto y presentaron batalla que Espartero no aceptó, convirtiéndola en un simple enfrentamiento. Días después, el 14 de octubre, volvieron a intentar batallar los carlistas en Huerta de Rey pero extendieron tanto su línea que bastaron unos pocos movimientos de los isabelinos para que el ejército expedicionario se desbaratase definitivamente, resonando entre sus soldados el grito de «¡Hule, hule, a casa!» que habían hecho popular los Guías de Navarra cuando, formando parte de la tropa de Guergué, fueron llevados en 1836 a luchar a Cataluña y, hartos de la mala acogida que allí tuvieron, lo entonaron y volvieron a Navarra. Los batallones de la Expedición, haciendo caso omiso de las órdenes de su estado mayor, marcharon desperdigados hacia el territorio carlista vasco-navarro. Durante la huida, «en los pueblos no se encontraban víveres... Vino había en abundancia, pero como era mosto nuevo, los que lo bebían, se vaciaban en diarreas». Unos pocos llegaron al territorio carlista vasco-navarro vadeando el Ebro por la Rioja pero la mayoría lo hizo por Burgos y Cantabria. En los periódicos publicados aquellos días en estas provincias se pueden leer continuas noticias de localidades aisladas asaltadas por grupos carlistas que buscaban comida y plata.

## Proclama de Arceniega
El Pretendiente cruzó el Ebro muy al Norte, donde el río apenas es un torrente, el día 24 de octubre. «La ilusión y la esperanza que habían llegado al más alto grado, se vieron desvanecidos cuando el Rey repasó el Ebro y volvió con los restos de un ejército desorganizado, y lo que es peor aún, desmoralizado». Asentó su corte en Arceniega, y allí dio a conocer cinco días después una proclama en la que resumía con gran optimismo los éxitos alcanzados durante la Expedición, prometiendo con aún mayor euforia el futuro que esperaba a sus soldados que se verían coronados de laureles. Dejó caer unas oscuras palabras que pocos entendieron y que decían: «Causas que os son extrañas, causas conocidas que van a desaparecer para siempre, han dilatado por poco tiempo más los males de la patria. Pero el ensayo está hecho; se ha visto a cuanto puede aspirarse y las medidas que voy a adoptar llenarán vuestros deseos.» Quería decir que pocos días después comenzaría a destituir a los militares más eminentes con los que contaba su ejército, llegando incluso a encarcelar a algunos de ellos. También afirmó en la proclama: «...he vuelto momentáneamente...» Ya Arízaga empleó la letra cursiva cuando citó estas palabras en su libro. Ese momento le llegó al Pretendiente el 14 de septiembre de 1839 cuando por Urdax abandonó Navarra, exiliándose en Francia.